# Har Javne'el
Har Javne'el (hebrejsky: הר יבנאל) je horský pás o nadmořské výšce 368 metrů v severním Izraeli, v Dolní Galileji.
Leží cca 12 kilometrů jihozápadně od centra města Tiberias. Má podobu výrazné terénní hrany. Která na západní stranu jen zvolna klesá skrz plochou, odlesněnou, zemědělsky využívanou a řídce osídlenou krajinu směrem k obci Kfar Tavor. Terén tu člení několik vádí jako Nachal Kisch, Nachal Ejn Chada, Nachal Ulam a úplně na jihu Nachal Recheš. Na východ od vrcholového hřbetu terén prudce spadá do údolí Bik'at Javne'el. Tam také podél severního okraje hory směřuje vádí Nachal Šarona a z východních svahů vádí Nachal Jama a Nachal Charcit. Pod úpatím pak leží obec Javne'el. Nejvyšším bodem je Micpe Elot s turisticky využívanou vyhlídkou na jižním konci tohoto masivu, který má jinak délku několika kilometrů a zahrnuje četné dílčí vrcholky, například kóty 300, 317 a 314. Har Javne'el je součástí zlomového pásu, který na severu pokračuje horou Har Adami.